# Dermaleipa parallelipipeda
Dermaleipa parallelipipeda är en fjärilsart som beskrevs av Achille Guenée 1852. Dermaleipa parallelipipeda ingår i släktet Dermaleipa och familjen nattflyn. Inga underarter finns listade i Catalogue of Life.